# 劉潮 (弘治進士)
劉潮（1463年—？），字主信，江西吉安府安福县人，民籍，明朝政治人物。

## 生平
江西鄉試第十八名舉人。弘治十二年（1499年）中式己未科會試第一百七十八名，三甲第一名進士。歷官大理寺寺副，正德元年（1506年）五月往福建虑囚，进署左寺正，二年閏正月升四川按察司佥事，四年十一月升本省左参议，改广东，丁憂歸。服闋，八年七月复除四川右参议，十二年正月考察。调广西右参议，十三年五月升本省副使。

## 家族
曾祖劉騖駿；祖劉毓芳；父劉威。母王氏。重庆下。弟劉瀾、劉浣、劉泗。